# Ràtio impuls-pes
El ràtio impuls-pes (on "pes" es refereix al pes a la superfície de la Terra) és un paràmetre adimensional característic dels motors de coet, els motors de reacció i els vehicles propulsats per aquest tipus de motors (generalment vehicles espacials i avions de reacció). Es fa servir com a paràmetre de qualitat per a comparacions quantitatives de vehicles i motors.
Evidentement el valor és superior pel motor que per la totalitat del vehicle de llançament. Aquest últim ha de ser superior a u (per exemple 1,4) al moment del llançament des de la superfície d'un cos celeste (tenint en compte que el pes varia segons la gravetat del cos en qüestió).
Existeixen molts factors que afecten la ràtio impuls-pes i, per a una comparació vàlida, cal mesurar l'impuls en condicions controlades. Entre els factors que afecten l'impuls hi ha la temperatura, la pressió, la densitat i la composició del flux lliure d'aire. Depenent del motor o vehicle estudiat, el pes efectiu pot canviar a mesura que es consumeix el combustible i segons la gravetat al punt d'ús.

## Exemples
El motor de coet rus RD-180 proporciona 3.820 kN d'impuls al nivell del mar i té una massa en buit de 5.307 kg. Utilitzant una gravetat de 9,80665 m/s², la ràtio impuls-pes es calcula com segueix: (1 kN = 1.000 N = 1.000 kg⋅m/s²)
{\displaystyle {\frac {T}{W}}={\frac {3.820\ \mathrm {kN} }{(5.307\ \mathrm {kg} )(9,807\ \mathrm {m/s^{2}} )}}=0,0734\ {\frac {\mathrm {kN} }{\mathrm {N} }}=73,4\ {\frac {\mathrm {N} }{\mathrm {N} }}=73,4}

## Avions
La ràtio impuls-pes i la càrrega alar són els dos paràmetres més importants per determinar el rendiment d'un avió. Per exemple, la ràtio impuls-pes d'un avió de combat és un bon indicador de la maniobrabilitat de l'aparell.
La ràtio impuls-pes varia constantment durant el vol. L'impuls varia amb la configuració de l'accelerador, la velocitat aerodinàmica, l'altitud i la temperatura de l'aire. El pes varia amb la quantitat de combustible disponible i els canvis de càrrega. Per un avió, la ràtio impuls-pes calculat sol ser l'impuls estàtic màxim al nivell del mar dividit pel pes carregat.
{\displaystyle {\frac {E}{P}}={\frac {impuls\ m{\grave {a}}xim\ (N)}{pes\ carregat\ (kg)*9,807\ (m/s^{2})}}={\frac {impuls\ m{\grave {a}}xim}{pes\ carregat*9,807}}}